# Chiesa dei Santi Nazario e Celso (Pagazzano)
La chiesa dei Santi Nazario e Celso è la parrocchiale di Pagazzano in provincia e diocesi di Bergamo; fa parte del vicariato di Ghisalba-Romano.

## Storia
La bolla pontificia del 1217 di papa Onorio III indica la pieve di Pagazzano "cum parochia sua" indicata parte della diocesi pavese extra la diocesi di Cremona pur facendovi parte territorialmente ma sotto il potere del vescovo di Pavia. La chiesa viene nuovamente indicata nel catalogo delle "Rationes decimarum" nel Trecento della curia di Pavia. La chiesa era retta da un arciprete e due canonici e aveva sussidiarie quella di Santa Maria detta"de supra Valles de Planengo".
Gli atti della visita pastorale del 1571 indicano la chiesa senza il campanile sagrestia e cimitero, mentre in quella del 1645 era completa sia della torre campanaria con vicino il luogo cimiteriale.
La chiesa fu visitata il 26 settembre 1783 dal vescovo di Cremona Ignazio Maria Fraganeschi, dalla sua relazione conservata nell'archivio parrocchiale, si desume che era retta da un parroco e due cappellani e un chierico, vi era la scuola del Santissimo Sacramento che gestiva l'altare maggiore, quella della dottrina cristiana e della Santissimo Rosario. Vi era inoltre sussidiario un oratorio campestre intitolato a San Francesco Daverio.
La chiesa passò sotto la diocesi di Bergamo con la bolla pontificia di papa Pio VII del 9 settembre 1820, nella quale il papa decideva di ammettere alla diocesi orobica la chiesa pagazzanese staccandola da quella di Pavia. L'arcivescovo di Milano fu incaricato di stabilirne la data di passaggio avvisando il capitolo della chiesa alessandrina che il 25 settembre la chiesa sarebbe definitivamente passata sotto la giurisdizione della curia di Bergamo.
L'edificio fu oggetto di numerose modifiche. La ricostruzione definitiva ebbe inizio l'8 febbraio 1877 portando l'edificio ad avere le due navate laterali. I lavori terminarono nel 1890 a opera della ditta Giovanni e Carlo Piccinelli. Nell'occasione fu costruita la cappella della Madonna Immacolata e eretta la torre campanaria. La consacrazione e l'intitolazione ai santi Nazario e Celso del vescovo Gaetano Camillo Guindani fu eseguita nel 1900 con la donazione delle reliquie dei santi Clemente, Felice e Pellegrini, sigillate nel nuovo altare maggiore. La seconda metà del Novecento l'edificio di culto necessitò di lavori di manutenzione.
Col decreto del 27 maggio 1979 del vescovo Giulio Oggioni la chiesa fu unita alla vicaria locale di Ghisalba-Romano.

## Descrizione

### Esterno
L'edificio è posto centrale alla cittadina a sud della pianura di Bergamo, ed è preceduto dall'ampio sagrato con pavimentazione in ciottoli. La facciata è divisa da lesene in cinque settori. Le lesene reggono la cornice marcapiano che divide la facciata in due ordini. Nell'ordine inferiore vi è il portale in marmo di Zandobbio che presente nella parte superiore lo stemma vescovile. La parte superiore conserva centralmente la finestra rettangolare e due finestre di misure inferiore sono poste lateralmente atte a illuminare l'aula.
Le lesene della parte superiori reggono la trabeazione e il timpano triangolare che si collega con le due sezioni laterali da muretti rampanti nelle cui estremità sono posti due angioletti. 

### Interno
L'interno dell'aula a pianta rettangolare, si sviluppa su tre navate, divise da lesene cruciformi in quattro campate. Le lesene sono complete di zoccolatura e capitelli d'ordine dorico, da dove s'imposta la volta a crociera.